# 1995 في الأرجنتين
فيما يلي قوائم الأحداث التي وقعت خلال عام 1995 في الأرجنتين.

## سياسة

### تعيين في المنصب
- 29 نوفمبر – غراسييلا فرنانديز عضو مجلس الشيوخ الأرجنتيني.
- 29 نوفمبر – كريستينا فرنانديز دي كيرشنر عضو مجلس الشيوخ الأرجنتيني.
- 13 ديسمبر – كارلوس ريوتيمان عضو مجلس الشيوخ الأرجنتيني.

### انتهاء فترة المنصب
- 6 يوليو – كارلوس خواريز عضو مجلس الشيوخ الأرجنتيني.

## رياضة
- 9 أبريل – جائزة الأرجنتين الكبرى 1995 الفائز دامون هيل.

## برامج ومسلسلات وأنمي
- بنات الميتم

## كتب
من الكتب التي صدرت هذه السنة في الأرجنتين:
- 17 مايو – يوميات دراجة نارية من تأليف تشي جيفارا.

## مواليد

### فبراير
- 8 فبراير – غابرييل ديك لاعب كرة سلة أرجنتيني.

### مارس
- 9 مارس – أنخيل كوريا لاعب كرة قدم أرجنتيني.
- 12 مارس – لوكاس موريسيو أكوستا لاعب كرة قدم أرجنتيني.
- 22 مارس – جولييان فرنانديز لاعب كرة قدم أرجنتيني.

### مايو
- 15 مايو – إلكه كارستن لاعبة كرة يد أرجنتينية.
- 16 مايو – إميليانو أمور لاعب كرة قدم أرجنتيني.

### يوليو
- 5 يوليو – جيوفاني سيميوني لاعب كرة قدم أرجنتيني.

## وفيات

### يناير
- 8 يناير – كارلوس مونزون (مواليد 1942) ملاكم أرجنتيني.

### أبريل
- 18 أبريل – آرتورو فرونديزي (مواليد 1908)

### مايو
- 7 مايو – ماريا لويسا بيمبيرغ (مواليد 1922)
- 12 مايو – أدولفو بيديرنيرا (مواليد 1918) مدرب، ولاعب كرة قدم أرجنتيني.

### يوليو
- 17 يوليو – خوان مانويل فانجيو (مواليد 1911)